# Villemolaque
Villemolaque – miejscowość i gmina we Francji, w regionie Oksytania, w departamencie Pireneje Wschodnie.
Według danych na rok 1990 gminę zamieszkiwały 833 osoby, a gęstość zaludnienia wynosiła 139 osób/km² (wśród 1545 gmin Langwedocji-Roussillon Villemolaque plasuje się na 390. miejscu pod względem liczby ludności, natomiast pod względem powierzchni na miejscu 967.).